# 20 août 1979
Le lundi 20 août 1979 est le 232e jour de l'année 1979.

## Naissances
- Denis Špoljarić, joueur de handball croate
- HaHa, acteur, rappeur, chanteur, présentateur TV et réalisateur artistique sud-coréen
- Jamie Cullum, chanteur et pianiste de pop-jazz
- Josphat Menjo, athlète kényan
- Judith Uwizeye, juriste et femme politique rwandaise
- Preston Shumpert, joueur de basket-ball américain
- Serdar Kilic, politicien belge
- Simon Poirier, hockeyeur sur glace canadien
- Vitali Kolesnik, joueur professionnel kazakh de hockey sur glace

## Décès
- Alexander Atkinson Lawrence, Jr. (né le 28 décembre 1906), juge fédéral des États-Unis
- Christian Dotremont (né le 12 décembre 1922), artiste

## Événements
- Découverte des astéroïdes (3618) Kuprin, (3818) Gorlitsa et (8246) Kotov
- Sortie de l'album Slow Train Coming de Bob Dylan